# Grímsnes-Vulkansystem

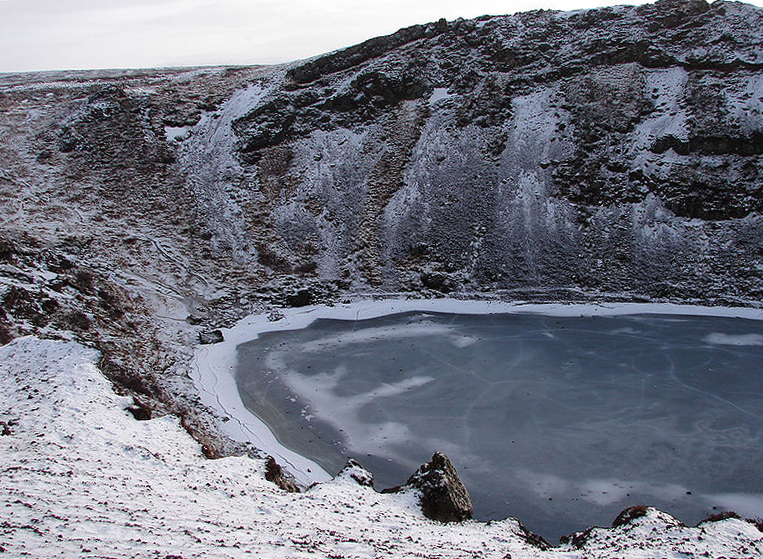
Kerið im Winter

Das Grímsnes-Vulkansystem  befindet sich im Süden von Island im Gemeindegebiet von Grímsnes og Grafningur. Man durchquert es als Tourist auf der klassischen Route des Gullni hringurinn. Es liegt etwa 15 bis 20 km nordöstlich von Selfoss.

## Jüngstes Vulkansystem Islands?
Das Interessante an diesem System ist, dass es bislang noch keinen eigenen Zentralvulkan aufgebaut hat. Es scheint das jüngste auf Island derzeit existierende aktive Vulkansystem zu sein.

## Kraterreihen
Zu dem System gehören die Kraterreihen der Seyðishólar, eine beliebte Gegend für Wochenendhäuser, und die Tjarnarhólar, zu denen der Krater Kerið gehört, der einen Kratersee enthält, aber kein Maar, sondern ein Schlackenkegel ist. In ihm befand sich vor 6.300 Jahren ein kleiner Lavasee.
Die höchsten dieser Krater sind die Seyðishólar, deren eisenhaltige rote Schlacken in Steingruben abgebaut werden. Auf einem von ihnen steht ein Sendemast.
Auch bei ihnen handelt es sich um relativ niedrige Hügel, die nur knapp über 100 m Höhe erreichen, insgesamt etwa 12 Schlackenkegel, die der Ausrichtung der südisländischen Erdbebenzone folgen.
Diese Krater entstanden vor 8.000 bis 5.000 Jahren in einer Reihe von gemischten Eruptionen (effusive und explosive Eruptionen: Lava und Gasmaterialien). Insgesamt wurden 1,3 km³ Lava produziert (Grímsneshraun,).
Jeder der kleinen Vulkane besteht aus etwa zwei bis vier einzelnen Kratern, die auf kurzen vulkanischen Spalten von einer Länge von 300 m bis zu 1 km liegen. Diese umgibt jeweils ein kleines Lavafeld. Das größte davon misst 23,5 km².
Nur der Kérhóll steht für sich allein. Dort baute sich vor etwa 6.200 Jahren rund um eine Austrittsöffnung ein ringförmiger Schweißschlackenkegel auf.
Die kleinsten Hügel sind die Selhólar.
Weitere Kraterreihen, die zum System gehören, sind die Borgarhólar und die Rauðhólar (Grímsnes).